# Neusitz

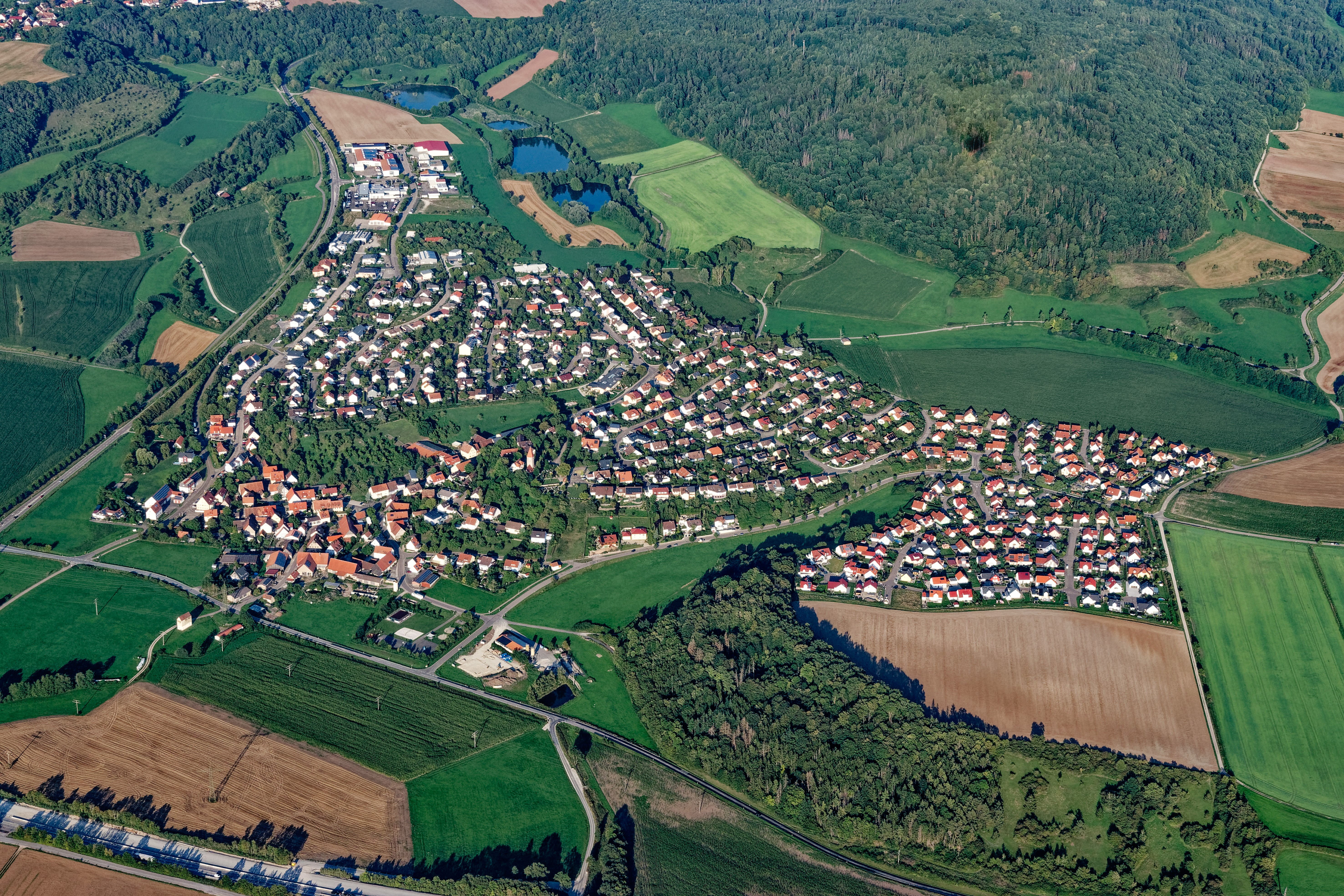
Blick aus dem Ballon auf Neusitz

Neusitz ist eine Gemeinde im mittelfränkischen Landkreis Ansbach in Bayern und zählt zur Metropolregion Nürnberg.

## Geografie

### Geografische Lage
Das Gemeindegebiet zieht sich am bewaldeten Westabhang der Frankenhöhe und an deren Hangfuß auf der offenen östlichen Hohenloher Ebene etwa 6,5 km weit von Norden nach Süden. Es liegt zur Gänze im Naturpark Frankenhöhe. Nur ein sehr kleiner Flächenanteil der Gemeinde an ihrem Ostsaum liegt auf dem hier eine sehr flache Hochebene bildenden, bewaldeten Mittelgebirge, er entwässert über dessen obersten Lauf Karrachbach und einige Zuflüsse des Kreuthbachs zur Altmühl und damit zur Donau. Die sonstige Gemeindefläche gehört durchweg zum Tauber- und damit zum Main- und Rhein-Einzugsgebiet. Am Fuße des Bergabfalls fließen nämlich die Bäche zum nahen Stufenrandfluss Tauber: Der Schweinsbach bei Schweinsdorf im Norden speist den Steinbach, welcher unterhalb von Rothenburg ob der Tauber mündet, der Igelsbach im mittleren Teil läuft wenig oberhalb von Rothenburg in den Fluss ein und der unter anderem aus dem Wachsenberger Graben gespeiste Erlbacher Bach im Süden über den Kirnberger Mühlbach noch etwas weiter flussaufwärts bei Gebsattel.
Die zwei höchsten Punkte im Gemeindegebiet liegen nahe beim Hauptort auf den Westspornen der Hochebene Lug ins Land (ca. 512 m ü. NHN) und Schloßberg (498 m ü. NHN), die zwei niedrigsten am Ausfluss von Igelsbach und Erlbacher Bach in deren Talmulden (jeweils ca. 380 m ü. NHN).

### Nachbargemeinden
Nachbargemeinden sind Steinsfeld im Nordnordwesten, Windelsbach im Nordosten und Osten, Gebsattel im Süden und Südsüdwesten sowie Rothenburg ob der Tauber im Westen, alle gehören ebenfalls zum Landkreis Ansbach.

### Gemeindegliederung

#### Gemeindeteile
Die Gemeinde hat neun Gemeindeteile (in Klammern ist der Siedlungstyp angegeben):
- Chausseehaus (Einöde)
- Erlbach (Weiler)
- Horabach (Weiler)
- Neusitz (Pfarrdorf)
- Schafhof (Einöde)
- Schweinsdorf (Kirchdorf)
- Seehäusl (Einöde)
- Södelbronn (Weiler)
- Wachsenberg (Dorf)

Neusitz ist der größte Ort der Gemeinde. Es liegt gut drei Kilometer östlich der Rothenburger Stadtmitte vor der nach Südsüdwesten offenen Erosionsbucht des Wachsenberger Grabens. Diese ist eingefasst ist von den Bergbacken der Hochfläche Lug ins Land im Nordnordwesten und Schloßberg im Südosten. Der Ort liegt auf einem niedrigen Hügelrücken zwischen den vor der Grabensenke ziehenden Mulden des Wachsenberger Grabens und des Igelsbachs. Der alte Ortskern steht unter der alten Pfarrkirche in Hügellage an der Böschung hinab in die Igelsbachmulde, die inzwischen sehr viel umfangreicheren Neubaugebiete liegen zumeist auf dem Hügel darüber.
Schweinsdorf im nördlichen Gemeindegebiet breitet sich in flacherer Lage am Hangfuß aus. Nördlich des Ortskerns schließt sich ein Neubaugebiet an, das inzwischen etwa dessen Größe erreicht hat.
Wachsenberg steht auf fast 500 m ü. NHN etwas nordöstlich von Neusitz auf der oberen Hangschulter, über der Quelle des nach ihm benannten Gewässers im Hangwald und nahe dem Lug ins Land. Es ist der einzige Teilort auf der Hochebene, nach wie vor von der Landwirtschaft geprägt und von einem Dreiviertelskranz von Feldern umschlossen.
Horabach, Södelbronn und Erlbach liegen nahe beieinander im südlichen Gemeindegebiet in der bzw. vor der Erosionsbucht des Erlbacher Bachs. Die außer durch wenige neuere Stallungen und Scheunen in Randlage eine unveränderte Struktur aufweisenden Orte sind bäuerlich geblieben mit höchstens, im Falle von Horabach, etwa einem Dutzend alter Hofstellen.
Chausseehaus befindet sich wenig westlich von Neusitz an der Straße nach Rothenburg, der Schafhof wenig nördlich davon an der Straße nach Schweinsdorf sowie das Seehäusl in noch dichterer Satellitenlage zu Schweinsdorf.

#### Gemarkungen
Es gibt auf dem Gemeindegebiet die Gemarkungen Neusitz und Schweinsdorf. Die Gemarkung Neusitz hat eine Fläche von 9,195 km². Sie ist in 1593 Flurstücke aufgeteilt, die eine durchschnittliche Fläche von 5772,04 m² haben. In ihr liegen neben dem namensgebenden Ort die Gemeindeteile Chausseehaus, Erlbach, Horabach, Schafhof, Södelbronn und Wachsenberg.

## Geschichte

### Bis zur Gemeindegründung
Schon vor Jahrtausenden war das Gebiet der Gemeinde Neusitz besiedelt. Bei Arbeiten für die Bundesautobahn 7 wurden Spuren eines Dorfes der Bandkeramikzeit (etwa 5000 v. Chr.) entdeckt. Mittelsteinzeitliche Fundstellen (bis 10.000 v. Chr.) gibt es bei Wachsenberg, Neusitz und Kirnberg. Neusitz selbst ist im Rothenburger Umland noch ein relativ junges Dorf, gegründet von den Reichsküchenmeistern von Nordenberg. Urzelle war um 1235 eine Burg mit Rittergut, 500 Tagewerk Grund und Kirche. Auch ein kleines Dominikanerkloster gab es im Ort.
Um 1255 wurde der Ort als „Nvwseze“ erstmals urkundlich erwähnt. Grundwort des Ortsnamens ist „sëz“ (mhd.: Wohnsitz) und das Bestimmungswort „niuwe“ (mhd.: neu).
Im Gemeindeteil Neusitz steht der Rest der Motte der Turmhügelburg Neusitz auf dem Hügelrücken. Auf dem im Südosten nahen Schlossberg sind noch Wall- und Grabenreste einer frühmittelalterlichen Befestigungsanlage zu erkennen. Von der Niederungsburg Erlach im gleichnamigen Gemeindeteil ist eine verflachte Motte übriggeblieben.
Nach jahrhundertelanger Zugehörigkeit zum Rothenburger Dominikanerinnenkloster und zur Reichsstadt Rothenburg wurde Neusitz 1802 bayerisch und wie Rothenburg dem Königreich untertan.
Mit dem Gemeindeedikt (frühes 19. Jahrhundert) wurde der Steuerdistrikt Neusitz gebildet. Zu diesem gehörten Erlbach, Horabach, Karrachmühle, Schafhof und Wachsenberg. Wenig später entstand die Ruralgemeinde Neusitz mit den Orten Chausseehaus, Erlbach, Horabach, Schafhof, Södelbronn. Sie war in Verwaltung und Gerichtsbarkeit dem Landgericht Rothenburg zugeordnet und in der Finanzverwaltung dem Rentamt Rothenburg ob der Tauber (1919 in Finanzamt Rothenburg ob der Tauber umbenannt). Ab 1862 übernahm das Bezirksamt Rothenburg ob der Tauber die Verwaltung (1939 in Landkreis Rothenburg ob der Tauber umbenannt) und das Stadt- und Landgericht Rothenburg ob der Tauber die Gerichtsbarkeit (1879 in Amtsgericht Rothenburg ob der Tauber umbenannt). Die Gemeinde Neusitz hatte 1964 eine Gebietsfläche von 9,174 km².

### Eingemeindungen
Im Zuge der Gebietsreform in Bayern wurde am 1. Mai 1978 die Gemeinde Schweinsdorf eingegliedert.

### Einwohnerentwicklung
Im Zeitraum 1988 bis 2018 stieg die Einwohnerzahl von 1499 auf 2086 um 587 Einwohner bzw. um 39,2 %.
Gemeinde Neusitz
| Jahr      | 1818  | 1840   | 1852   | 1861   | 1867   | 1871   | 1875   | 1880   | 1885   | 1890   | 1895   | 1900   | 1905   | 1910   | 1919   | 1925   | 1933   | 1939   | 1946   | 1950   | 1961   | 1970   | 1987   | 2005   | 2011   | 2015   |
| Einwohner | 304   | 390    | 409    | 416    | 401    | 411    | 427    | 447    | 423    | 418    | 426    | 450    | 431    | 442    | 442    | 428    | 431    | 395    | 581    | 534    | 488    | 653    | 1437   | 2039   | 2012   | 2036   |
| Häuser    | 74    | 74     |        |        |        | 80     |        |        | 82     | 80     |        | 88     |        |        |        | 92     |        |        |        | 97     | 103    |        | 408    |        | 632    | 639    |
| Quelle    | [ 8 ] | [ 10 ] | [ 14 ] | [ 15 ] | [ 16 ] | [ 17 ] | [ 18 ] | [ 19 ] | [ 20 ] | [ 21 ] | [ 14 ] | [ 22 ] | [ 14 ] | [ 23 ] | [ 14 ] | [ 24 ] | [ 14 ] | [ 14 ] | [ 14 ] | [ 25 ] | [ 11 ] | [ 26 ] | [ 27 ] | [ 28 ] | [ 28 ] | [ 28 ] |

Ort Neusitz
| Jahr      | 001818 | 001840 | 001861 | 001871 | 001885 | 001900 | 001925 | 001950 | 001961 | 001970 | 001987 |
| Einwohner | 117    | 163    | 200    | 170    | 178    | *215   | *189   | *270   | *283   | 428    | 966    |
| Häuser    | 33     | 33     |        |        | 37     | *43    | *45    | *48    | *55    |        | 272    |
| Quelle    | [ 8 ]  | [ 10 ] | [ 15 ] | [ 17 ] | [ 20 ] | [ 22 ] | [ 24 ] | [ 25 ] | [ 11 ] | [ 26 ] | [ 27 ] |

## Politik

### Bürgermeister
Von 1972 bis 2002 war Werner Heckel ehrenamtlicher Erster Bürgermeister. Für seine Verdienste wurde ihm am 12. Mai 2003 das Verdienstkreuz am Bande des Verdienstordens der Bundesrepublik Deutschland verliehen.
Von 2002 bis 2020 war Rudolf Glas (CSU) hauptamtlicher Bürgermeister.
Seit Mai 2020 ist Manuel Döhler Erster Bürgermeister. Der Gemeinderat bestimmte zum 2. Bürgermeister Florian Meyer und zum 3. Bürgermeister Helmut Hahn. Beide hatten diese Position schon in der letzten Wahlperiode inne.

### Gemeinderat
Der Gemeinderat hat – nach vorher 12 – seit Mai 2008 14 Mitglieder, weil die Gemeinde mittlerweile mehr als 2000 Einwohner hat. Zu den 14 Mitgliedern kommt noch der Erste Bürgermeister dazu.
Bei der Kommunalwahl im März 2020 war, wie auch in den vorangegangenen Wahlen, nur ein Wahlvorschlag eingereicht worden, der zugehörige Listenname lautete auf CSU und Wählergemeinschaft Neusitz.

### Wappen
| Wappen von Neusitz | Blasonierung: „Geteilt; oben dreimal geteilt von Silber und Blau, unten in Silber ein wachsender schwarzer Adler.“ |
| Wappen von Neusitz | Wappenbegründung: Die Teilung von Silber und Blau ist das Wappen der Reichsküchenmeister von Nordenberg, die in Neusitz um 1144 eine Burg anlegten. 1383 kam ihr Besitz an die Reichsstadt Rothenburg und blieb dort bis 1803. Der schwarze Adler erinnert an diese reichsstädtische Grundherrschaft. Neusitz führt seit 1986 ein eigenes Wappen. |

### Verwaltung
Die Gemeinde ist Mitglied der Verwaltungsgemeinschaft Rothenburg ob der Tauber.

## Bau- und Bodendenkmäler

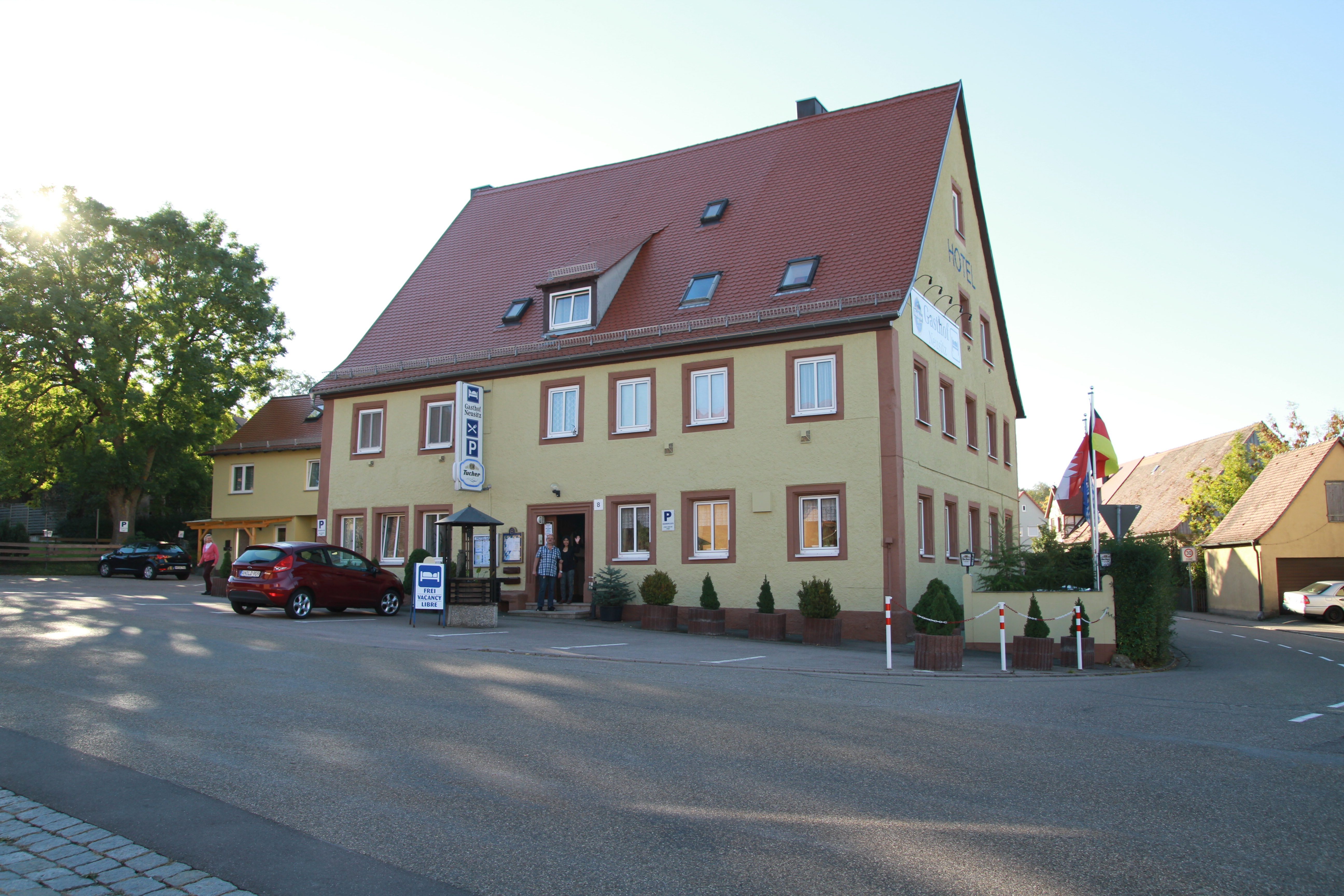
Der Gasthof Neusitz in der Ortseinfahrt

## Verkehr
Die Staatsstraße 2250 verläuft nördlich von Neusitz und führt zur Anschlussstelle 108 der Bundesautobahn 7 (0,8 km westlich) bzw. an Geslau vorbei nach Colmberg (13,5 km östlich). Die Kreisstraße AN 33 führt nach Gebsattel zur Staatsstraße 2449 (2,8 km südwestlich). Gemeindeverbindungsstraßen führen nach Erlbach (1,8 km südlich), nach Horabach (1,9 km südöstlich) und am Schafhof vorbei nach Schweinsdorf (2,4 km nördlich).

## Freizeitangebote
Wohl wegen der Nähe zur nur zwei Kilometer entfernten Stadt Rothenburg ob der Tauber gibt es in Neusitz nur wenige Freizeitangebote. Das Freizeit-Leben wird hauptsächlich durch die Vereine und die beiden evangelischen Kirchengemeinden gestaltet.

### Vereine
Der Schützenverein SV Neusitz wurde 1977 gegründet. Er richtet den Faschingsball aus und veranstaltet jährlich ein Grillfest.
Die evangelische Landjugend wurde 1995 wieder gegründet und hat aus über 60 aktive und passive Mitglieder. Öffentliche Aktionen sind das jährliche Landjugendfest (mit ca. 2500 Besuchern), die Altkleidersammlung und die Teilnahme an diversen Veranstaltungen der Kirchengemeinde. Die Landjugend nutzt das Dachgeschoss des kirchlichen Jugendhauses.
Der Feuerwehrverein hat sein Feuerwehrhaus im Rathaus, stellt an diesem jedes Jahr am Abend des 30. April den Maibaum auf und veranstaltet die anschließende Feier. Diese hat sich zu einer gut besuchten Veranstaltung entwickelt, an der vor allem auch Familien mit Kindern teilnehmen.
Der Gesangverein 1911 Schweinsdorf besteht aus 31 aktiven Mitgliedern.
Außerdem gibt es noch den Geselligkeitsverein, den Obst- und Gartenbauverein sowie die Dorfjugend Schweinsdorf.

### Kirchengemeinden
Zur Gemeinde Neusitz gehören die beiden Kirchengemeinden Neusitz und Schweinsdorf. Die Ortsteile Wachsenberg, Horabach, Erlbach und Södelbronn bilden die Kirchengemeinde Neusitz. Pfarrer für beide Gemeinden ist Markus Dörrer.
Die Kirchengemeinden bieten eine Vielzahl von Veranstaltungen, Gruppen und Kreisen an. Gemeinsam mit den Vereinen der Gemeinde richten sie seit 2005 den Neusitzer Adventsmarkt aus.